# Аракли (Готен)
Аракли (на македонска литературна норма: Аракли) е бивше село в Северна Македония, разположено на територията на община Василево, Струмишко.

## География
Селото е било разположено северно от Струмица, в планината Готен.

## История
В XIX и XX век Аракли е чисто турско село. Според статистиката на Васил Кънчов („Македония. Етнография и статистика“) от 1900 година Аракли е село в Радовишката каза на Османската империя, населявано от 50 жители турци.